# Dichrostachys cinerea

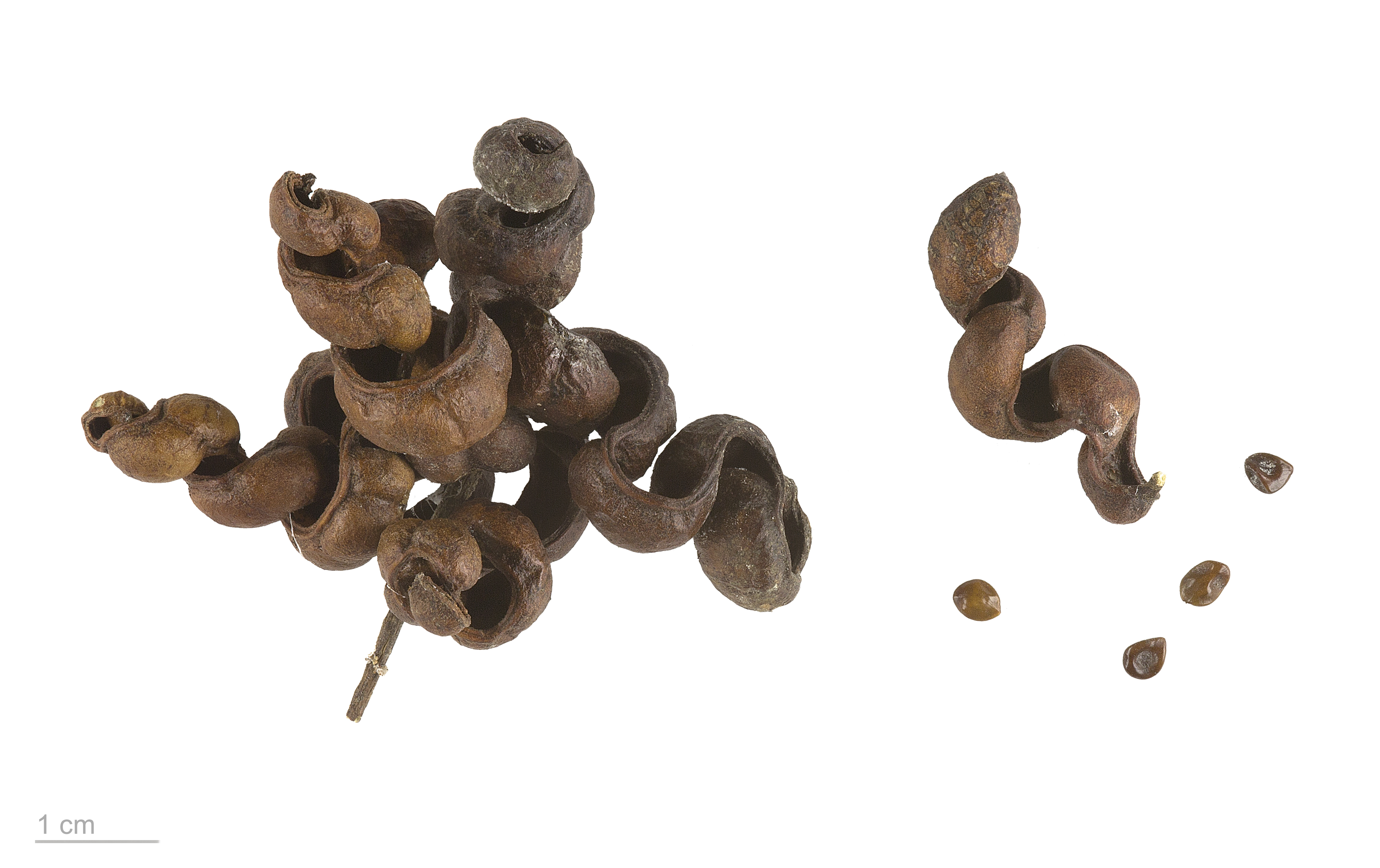
Dichrostachys cinerea - MHNT

O marabu (Dichrostachys cinerea) é uma espécie de um arbusto espinhoso nativo de grande parte da África, Sudeste Asiático e Austrália, símbolo da crise atual da agricultura cubana.